# Skautské středisko

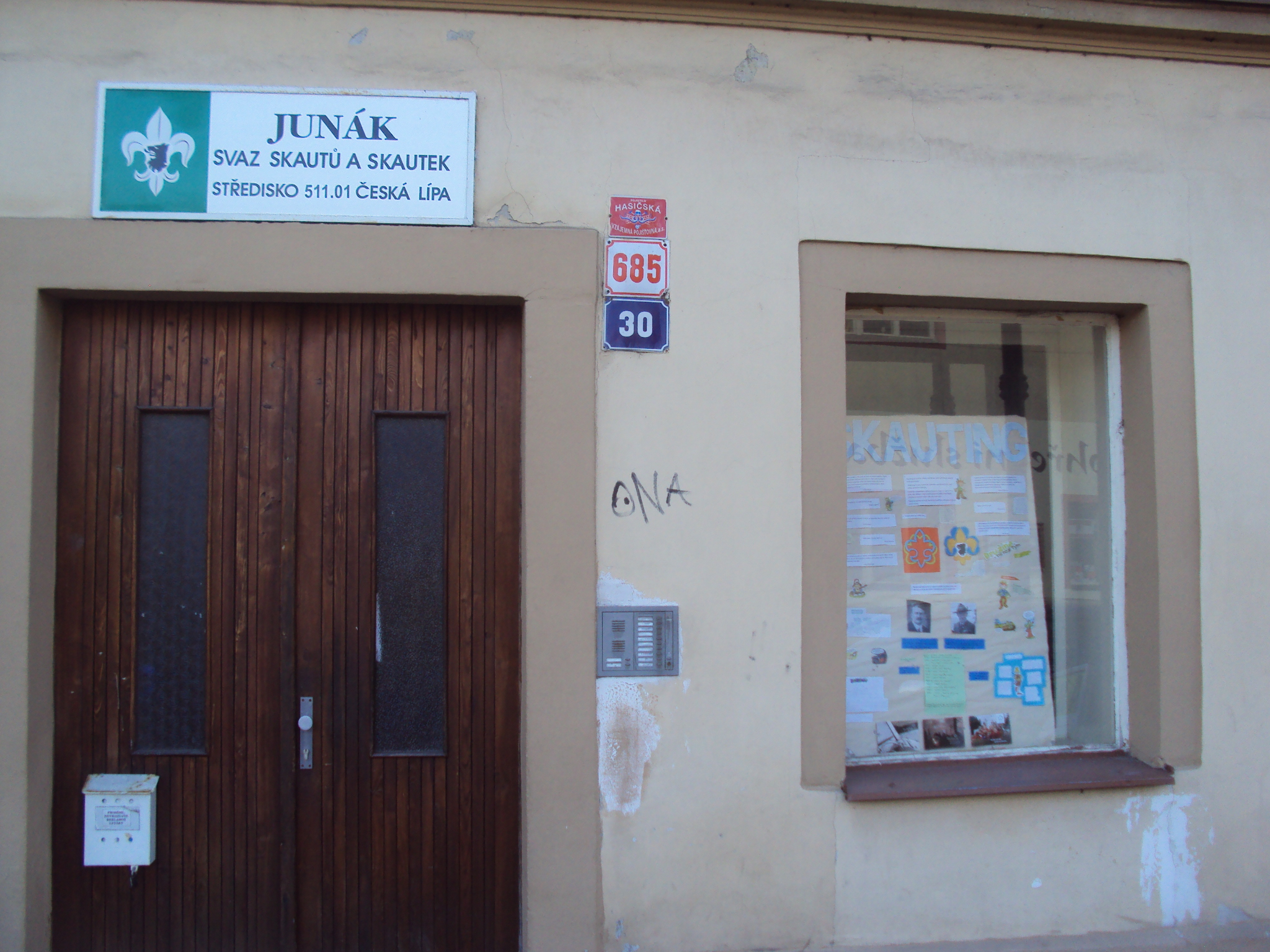
Klubovna skautského střediska 511.01 v České Lípě

Skautské středisko (přístav u vodních skautů) je základní organizační jednotkou Junáka – českého skauta a je pobočným spolkem  tohoto hlavního spolku ve smyslu § 228 občanského zákoníku 89/2012 Sb. Středisko Junáka má vlastní právní subjektivitu, která je odvozena od právní subjektivity Junáka. Střediska vodních skautů se nazývají přístavy. 

## Úkoly a členění
Úkolem skautského střediska je zejména:
- řídit a zajišťovat skautskou výchovu dětí a mládeže v místě působení a garantovat její úroveň a kvalitu
- poskytovat materiální a technické zázemí pro činnost v oddílech střediska a podporovat jejich vedení
- sdružovat a organizovat členy Junáka v místě působnosti

Skautské středisko se člení na oddíly, které jsou výchovnými jednotkami Junáka bez právní subjektivity. Mezi sněmy řídí středisko Středisková rada, v jejímž čele je vedoucí střediska, který je zároveň statutárním orgánem střediska. Ve velkých městech je často i více než 10 středisek.[zdroj?] V menších obcích sdružuje jedno středisko oddíly z více sídel.